# Педро Франко
Педро Франко (ісп. Pedro Camilo Franco, нар. 23 квітня 1991, Богота) — колумбійський футболіст, півзахисник, захисник турецького клубу «Бешикташ» та національної збірної Колумбії. На правах оренди грає на батьківщині за «Мільйонаріос».

## Клубна кар'єра
Народився 23 квітня 1991 року в місті Богота. Вихованець футбольної школи клубу «Мільйонаріос». 

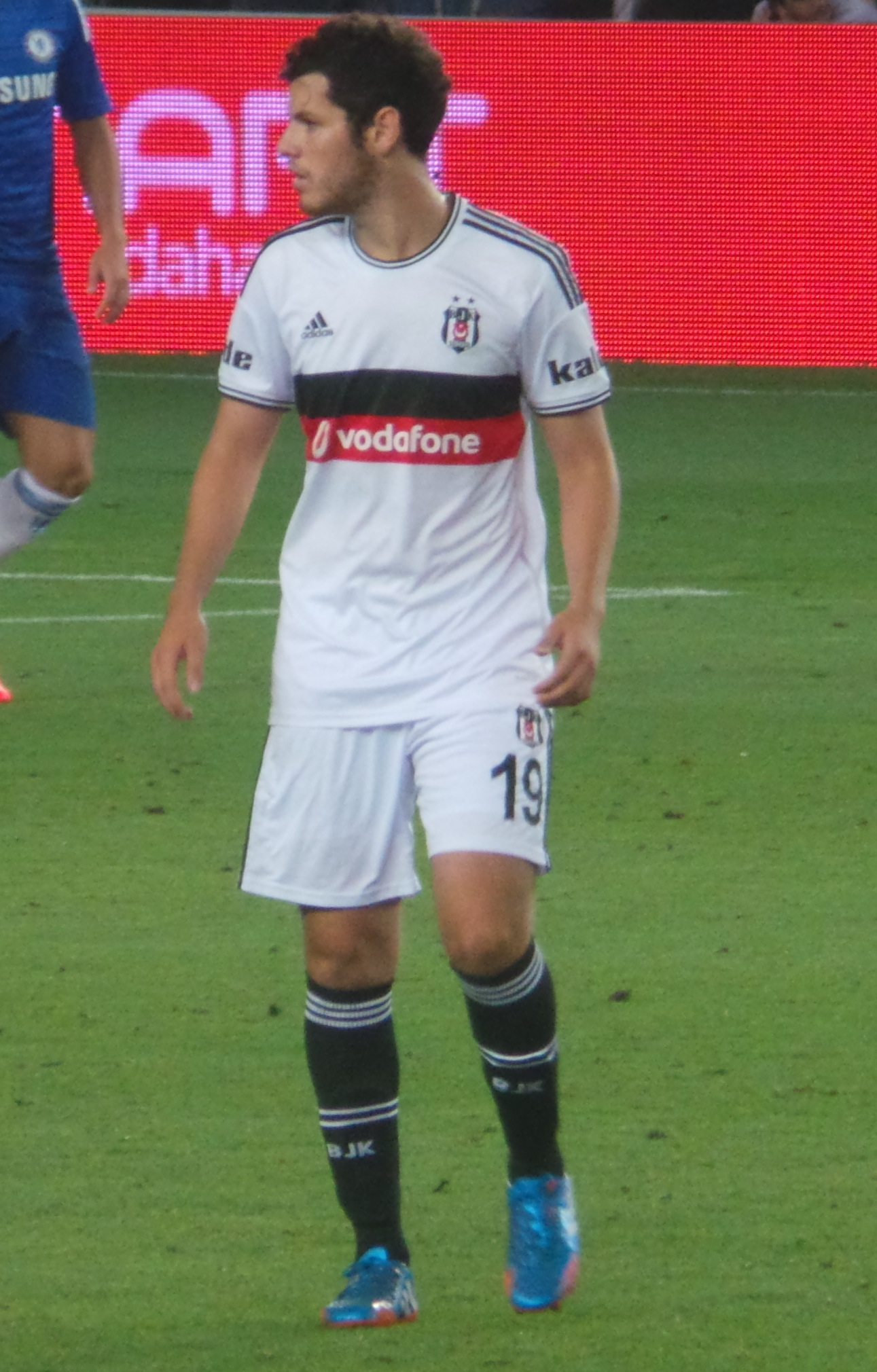
Франко у складі «Бешикташа»

19 лютого 2009 року в матчі проти «Депортес Толіма» він дебютував за команду в колумбійській Серії А. 25 жовтня в поєдинку проти «Індепендьєнте Медельїн» Педро забив свій перший гол за «Мільйонаріос». Починаючи з третього сезону він став повноцінним футболістом основи і в 2011 році допоміг команді завоювати Кубок Колумбії, а через рік виграти чемпіонат. За чотири сезони Франко провів за клуб більше 100 матчів.
В червні 2013 року Педро перейшов у турецький «Бешикташ», уклавши контракт на п'ять років. Сума трансферу склала 2,4 млн. євро. Через високу конкуренції Франко не знаходилося місця в основі і лише 25 січня 2014 року в поєдинку проти «Трабзонспора» він дебютував у турецькій Суперлізі. 11 лютого в матчі проти «Касимпаші» Франко забив свій перший гол за клуб. Встиг відіграти за стамбульську команду 39 матчів в національному чемпіонаті.
З сезону 2015/16 фактично припинив залучатися до основного складу «Бешикташа» і на початку 2016 року був відданий в оренду до аргентинського «Сан-Лоренсо». В Аргентині взяв участь лише у трьох матчах, після чого того ж року повернувся на батьківщину до «Мільйонаріос», де також почав виступати на орендних умовах.

## Виступи за збірні
Протягом 2009–2011 років залучався до складу молодіжної збірної Колумбії разом з якою виграв Турнір в Тулоні у 2011 році, а також брав участь у молодіжному чемпіонаті Південної Америки у Перу і домашньому молодіжному чемпіонаті світу. Всього на молодіжному рівні зіграв у 14 офіційних матчах, забив 2 голи.
10 жовтня 2014 року дебютував в офіційних матчах у складі національної збірної Колумбії в товариській грі проти збірної Сальвадору. Франко почав гру в стартовому складі і провів на полі 61 хвилину, після чого був замінений. Колумбійська збірна здобула перемогу з рахунком 3:0.
У 2015 році в складі збірної Педро взяв участь у Кубку Америки в Чилі. На турнірі він був запасним і на поле так і не вийшов. 
Наразі провів у формі головної команди країни 5 матчів.

## Досягнення
- Чемпіон Колумбії: Клаусура 2012, Клаусура 2019
- Володар Кубку Колумбії: 2011
- Переможець Турніру в Тулоні: 2011
- Володар Суперкубку Аргентини: 2015